# Jacques Amable Nicolas Denesle
Jacques Amable Nicolas Denesle est un botaniste français, né le 6 décembre 1735 à Paris et mort le 8 août 1819 à Poitiers.

## Biographie
Élève de Bernard de Jussieu, il est pharmacien à Liège, où il demande, en 1783, un terrain convenable à la culture botanique, demande qui n'est pas acceptée. Il part s'installer à Caen et ensuite à Poitiers, il y crée et dirige le jardin botanique de Poitiers en 1787. Il propose dès 1789 de limiter l’usage du tabac à cause de ses usages nocifs.

## Hommages
Le genre Neslia (Brassicaceae) lui a été dédié par Augustin Nicaise Desvaux, en 1814.

## Source
- Jean Dhombres (dir.) (1995), Aventures scientifiques. Savants en Poitou-Charentes du XVIe au XXe siècle, Les éditions de l’Actualité Poitou-Charentes (Poitiers), 262 p.  (ISBN 2-911320-00-X)
- Acte de décès Poitiers du 9 août 1819.
- Neslia. Desvaux,1814, Journal de botanique 3: 162
- François Grossin (1994). J. A. N. Denesle. Botaniste poitevin de la période révolutionnaire, Poitiers, Univ. Inter-Ages, 166 p.